# Обрнута психологија
Обрнута психологија је техника која укључује тврдњу о уверењу или понашању које је супротно жељеном, са очекивањем да ће овај приступ подстаћи субјекта убеђивања да учини оно што се заправо жели. Ова техника се ослања на психолошки феномен реактанције, у којем особа има негативну емоционалну реакцију на наговор и на тај начин бира опцију против које се заговара. Сходно томе, успех примене обрнуте психологије може се очекивати на раздражљивим и пркосним људима, док директни захтеви позитиван одговор имају од људи који су послушни и попустљиви. Особа којом се на тај начин манипулише обично није свесна шта се заиста догађа.

## Примери коришћења

### Примена на деци
Обрнута психологија се често примењује на деци због њихове високе тенденције да одговоре реактанцијом. Неки родитељи сматрају да је понекад обрнута психологија најбоља стратегија, што се огледа у примеру да ће деци рећи да остану у кући када заправо желе да изађу напоље и играју се. Тако је изведен закључак да „обрнута психологија подразумева паметну манипулацију дететом које се лоше понаша“. Џеф Гринберг, професор социјалне психологије на Универзитету у Аризони, сматра да успех обрнуте психологије зависи од когнитивних способности које су слабије развијене код деце млађих узраста. Као други пример наводи се адолесценција, те да су деца у тој фази склона побуни против родитеља, али да су управо због тога подложна обрнутој психологији. С друге стране, има и аутора попут Сузан Фаулер, која сматра да метода може бити контрапродуктивна јер деца могу приметити покушај манипулације издалека. Професор психологије Џон М. Готман саветује да се обрнута психологија не користи код тинејџера, уз претпоставку да ће се побунити, наводећи да су „такве стратегије збуњујуће, манипулативне, непоштене и ретко делују“.

### У психотерапији
Уско повезана са обрнутом психологијом у психотерапији је техника „Парадоксалне интервенције”, за коју су употреби и термини „прописивање симптома” или „антисугестија”. Терапеут усмерава своје поруке тако да изазове отпор који би покренуо промене у животу и понашању особе. Такве интервенције могу имати сличан утицај као хумор, помажући клијентима да своје проблеме сагледају из другог угла. Терапеут својим понашањем и причом подстиче постојећи проблем, како би код саговорника изазвао супротну реакцију од уобичајене. Циљ такве технике је да појединац свесно и самостално закључи у чему је грешио.

### Емоционални и љубавни односи
Неки људи више цене ствари или људе уколико су им недоступни или се претварају да су заузети, јер желе оно што не могу имати. Међутим, емоционална недоступност партнеру може штетити одржавању дуготрајне романтичне везе.